# Processus jugularis
Processus jugularis er en quadrilateral eller triangulær knogleplade, der strækker sig lateralt fra den posteriore halvdel af ledhovedet. Den er udgravet foran fossa jugularis sterni, der i det artikulerede kranium, danner den posteriore del af foramen jugulare.
Det virker som inføringen af rectus capitus lateralis.